# 離湖
離湖（はなれこ）は、京都府京丹後市網野町小浜にある湖。京都府で最大の淡水湖であり、同町内の琴引浜、郷村断層とともに、「京都の自然200選」地形・地質部門に選出されている。

## 概要

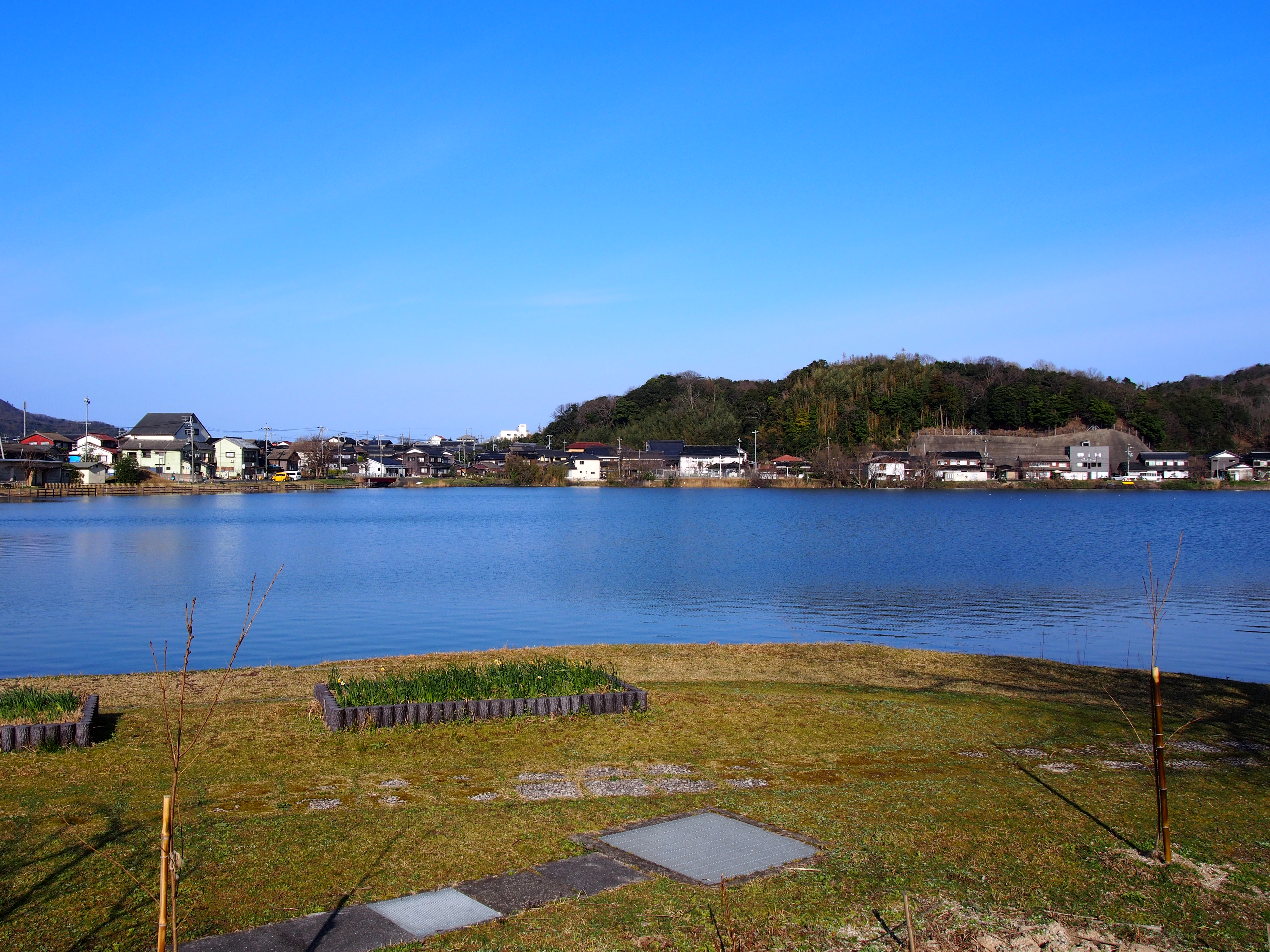
離湖公園から見る離湖

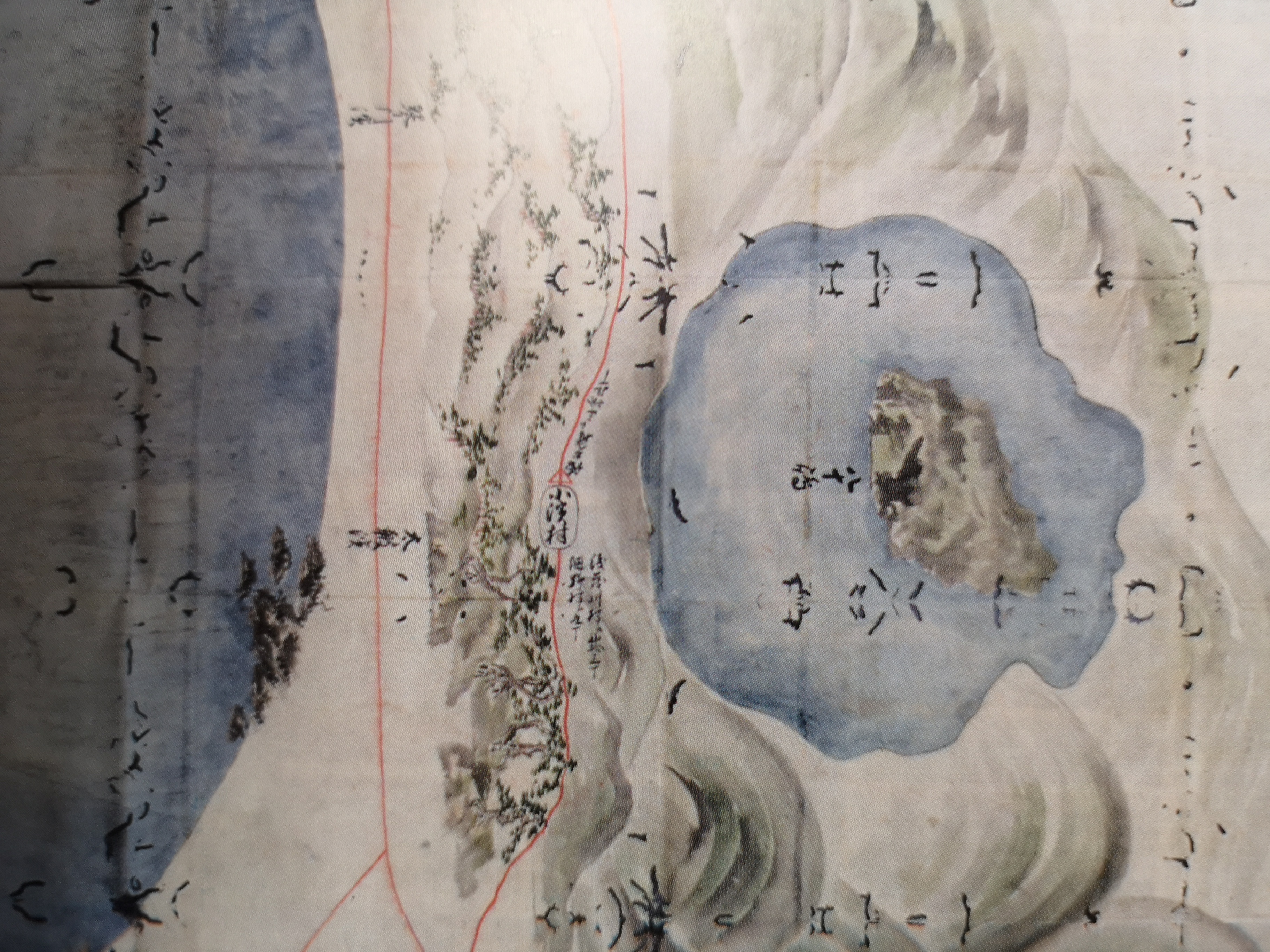
江戸時代末期に描かれた離湖（「出石藩-丹後浦辺図中」）

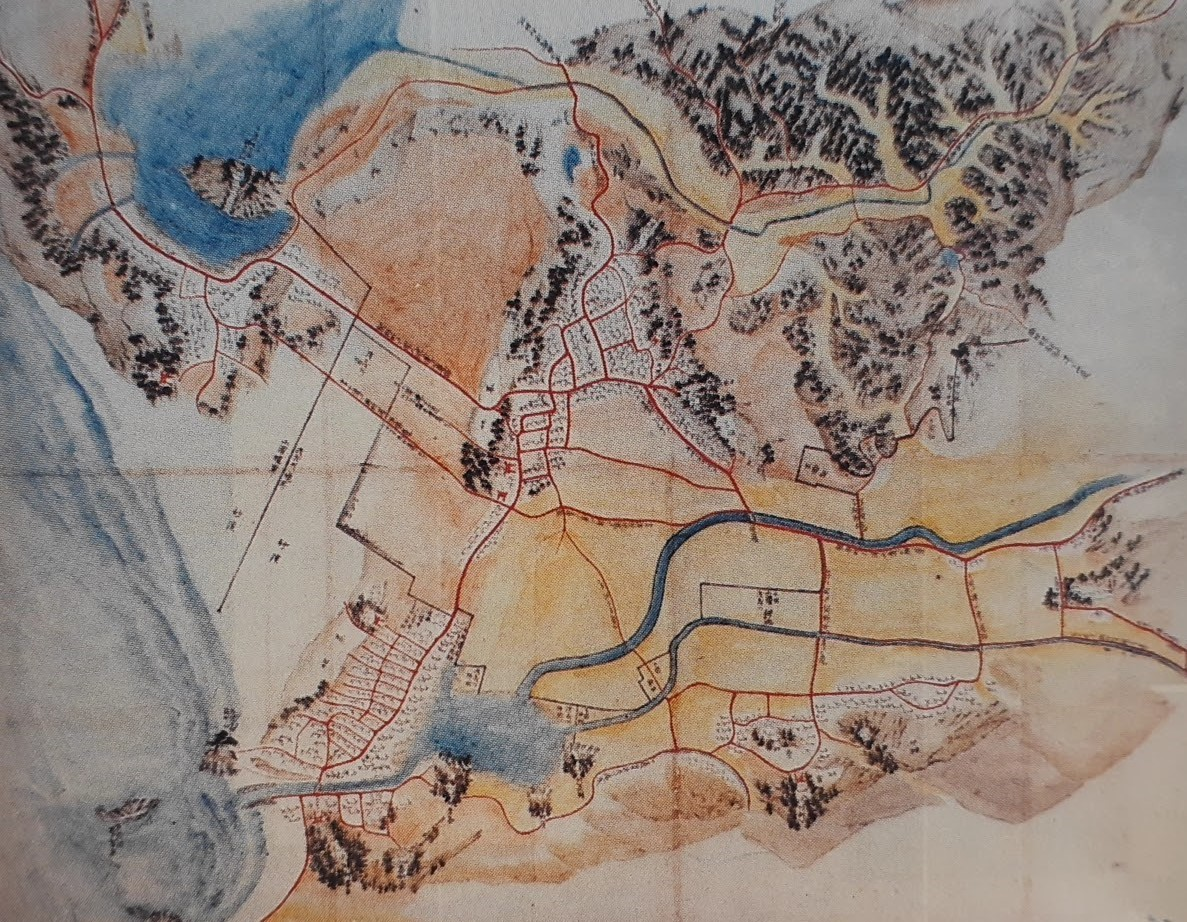
明治時代初頭に描かれた離湖（左上、「網野浅茂川古絵図」）

京都府最大の淡水湖で、網野市街地の東側にある。網野、島津、小浜の三地区にまたがる。離湖は「かつみ」とも呼ばれている。植物プランクトンの多い富栄養湖。
海岸から約500mの距離にあり、湖の北西側から流出する水路で、かつては日本海とつながっていた湾入の一部であったが、砂州・砂丘の発達により、外海から閉ざされ潟湖になった。
湖の中央部には離山（蓬来島）とよばれる半島部が突き出ている。離山には、京都府京丹後市網野町木津にある湖秀山龍献寺が建っていたと言われている。
水位を低くして、大雨による増水で周辺の田畑等に被害が及ぶのを防止するために
、この湖から万畳山の下をくりぬき、日本海に水を流して湖の水位を調節する樋越川（「マブ」とも呼ばれる）というトンネル水路が1674年（延宝2年）から3年がかりで掘られた。漂砂のため閉塞されやすかったため、1952年（昭和27年）には新しい水路として新樋越川が開削された網野町上水道の水源地である。
湖畔には、八重桜やソメイヨシノなどの桜が約300本植えられており、桜の名所となっている。3月下旬から4月上旬にかけて、離湖桜まつりが開催される。4月から6月にかけて源五郎鮒釣り、鯉釣りなどで知られている。7月には、花火大会として小浜離山弁天祭が開催される。

## 地理
丹後半島は、海岸段丘の高さから洪積世において傾動隆起を成したものと推測され、隆起の後の沈降によって久美浜湾が生じたと考えられている
。この時、網野付近にも海が侵入し、入江の一部が砂丘によって閉ざされて生じた潟湖のひとつが離湖と考えられている。また、砂丘だけでなく八丁浜など砂州の成長によって入江が閉ざされたとも見られている。20世紀後半までは同様の歴史を辿った潟湖が福田川沿いにもうひとつあり、浅茂川湖と呼ばれていたが、江戸時代末期から埋め立てがすすめられ、1970年代に消滅した。浅茂川湖の埋め立て以後は、離湖が京都府で唯一の自然湖とされる。
かつて、日本海とつながる湾入の一部であった時代は、大橋川の河口で「澄の江」とよばれた潟港であり、大陸や日本海沿岸部との交流の窓口であったと推察される。1952年（昭和27年）の新樋越川開削以降は湖南岸から半島となっている離山は、以前は島で、古墳時代の遺構が数多く残る。
20世紀後半以降の離湖の周囲は3.8キロメートル、面積は388.7千平方メートル、最大水深は約7メートルである。

## 自然

### 水質
ボーリング柱状試料から珪藻遺骸の垂直的な変化が解析され、1240年頃から淡水環境が継続されていることが分かっている。

### プランクトン
付着藻類等植物性プランクトンは、藍藻植物が3科5種、緑藻植物が11科20種など多種多様で、なかでも珪藻植物が豊富に生育していた。1968年（昭和43年）に採集され、根来健一郎が顕微鏡観察で同定した珪藻植物は18属48種以上にのぼる。
1999年7月4日の田中正明の調査では、動物プランクトン24種、植物プランクトン28種の計52種が確認されており、いずれも富栄養型の群集にあたるものと判断された。

### 植生
『網野町誌』によれば、離湖湖畔では、7科19種のシダ植物と、12科18種の水生植物が確認されている。しかし、1999年に田中正明が行った調査ではヨシ、ガマ、ヒシが確認されたのみであり、湖全域では水生植物の生態は貧弱であるとする。挺水植物の群落は沖出し幅では最大20メートルに及ぶが、全く生育していない場所も多く、離水の大部分が護岸化されていることと、20世紀後半に放流された草魚の影響によるものと思われる。
湖西南部のかつて湖底だった泥炭層（沖積層）の土中からは、マツやカバノキ、エゴノキ、スイレン、ヒシ、イネ、カヤツリグサ、アヤメなどの植物化石も見つかり、太古の植生が窺い知れる。

### 昆虫
止水域に棲息する各種のトンボ類をはじめとする多種多様な水生昆虫をみることができる。。蝶の飛来も多く、貴重種ではギフチョウやジャコウアゲハの観察記録が残る。底生動物はユスリカ類の幼虫3種とタンスイカイメンの骨片が確認されているにとどまる。

### 魚類
離湖は淡水魚の宝庫であり、なかでもヘラブナ、ワカサギ釣りのメッカと称される。また、コイ、フナ、ウナギ、ナマズ、アユ、ハゼ、ドジョウ、ボラ、ウグイなど、多様な種が生息していたが、1979年（昭和54年）5月14日、水質汚染が原因となって、フナの大量死が発生する。水質汚染の要因は、昭和期半ばの家庭排水の流入などに起因するものであり、網野町は京都府の関係機関と連携し離湖汚染対策協議会を開催し、汚染から水源を守らんとする住民運動が広がった。
これに先立つ1974年（昭和49年）には、網野町は離湖の水質改善を目的に、草魚の稚魚（8～10センチメートル）1000尾を放流し、1976年（昭和51年）にも草魚の稚魚730尾を放流している。
これらの稚魚は、1988年（昭和63年）に行われた草魚釣り大会で、1メートル近くまで成長していることが確認された。
1990年代に田中正明が行った調査では、コイ・フナ類・ソウギョ・ブラックバスの生息が確認された。

### 鳥類
1967年（昭和42年）3月31日には特別天然記念物のコウノトリが飛来し、約20日間離湖に姿を見せたと記録される。1979年（昭和52年）に京都府が行った湖沼調査では、冬にホツハジロ、カルガモ、マガモ、スズガモ、カイツブリが多く渡来することが確認された。網野町は、2000年（平成12年）度、2001年（平成13年）度に日本野鳥の会京都支部に委託し、琴引浜と離湖周辺の野鳥生息生態調査を行っている。

## 史跡

### 離湖古墳
離湖古墳は、離山の頂部にある古墳。京丹後市指定史跡に指定されている。

#### 概要
離湖に向かって島状に突き出した丘陵、離山にある離山古墳から40メートル南の丘陵頂部に位置している。網野町が離湖一帯を公園として整備するため、1990年度（平成2年度）から離山古墳の発掘調査を行った。離山古墳調査の終了間近に、その南側の台地を念のため調査したところ、長持形石棺の底石や副葬品の刀、短甲などが出土した。そのため、古墳であることが明らかとなり、この台地を「離湖古墳」と命名した。しかし、調査の期間や予算の都合により、墳丘等外部施設の調査は次年度に繰り越しとなった。
翌1991年度（平成3年度）に離湖古墳全体の調査が行われ、墳丘の南北の裾から埴輪が出土した。しかし、この古墳は後世に削平された形跡が見られ、築造当時の墳形、規模は確定できなかった。
墳丘規模は推定で、東西34メートル、南北43.4メートル、高さ6.35メートル。これは丹後地方の古墳では有数の規模である。古墳の年代は5世紀頃であると考えられる。2002年（平成14年）に京丹後市指定文化財（史跡）に指定された。
また、離湖古墳より出土した長持形石棺は墳丘上に建てられた覆屋に安置され、見学することができる。

#### 埋葬施設
埋葬施設は、墳丘の中央に並行して2基あり、第1主体部は後世の盗掘を受けた形跡が見られ長持形石棺の底部のみが残されていた。第1主体部の墓壙は、長辺5.6メートル、短辺3.6メートル（検出時の深さは0.6メートル）。その中に長辺3.6メートル、短辺1.3メートル、深さ0.4メートルの穴を掘り込み石棺が納められていた。
第2主体部は組合式箱形木棺で、盗掘されずに完全に残されていた。第2主体部の墓壙は、検出面で長さ7.44メートル、幅3.48メートルの二段墓壙で、長さ4.88メートル、幅0.66～0.77メートルの木棺が納められていた。木棺は棺内で三つに区切られていて、中央部に遺骸が葬られていた。

#### 出土品
第1主体部の鉄器は盗掘により破砕されていたが、復元した結果、鉄刀、鉄斧、刀子、三角板鋲留短甲、鉄鏃が出土した。
第2主体部からは、銅釧、石釧、重圏文鏡、玉類、鉄剣、鉄刀、鉄鉾、鉄鏃が出土した。
また、埴輪は普通円筒埴輪、朝顔形埴輪が出土した。

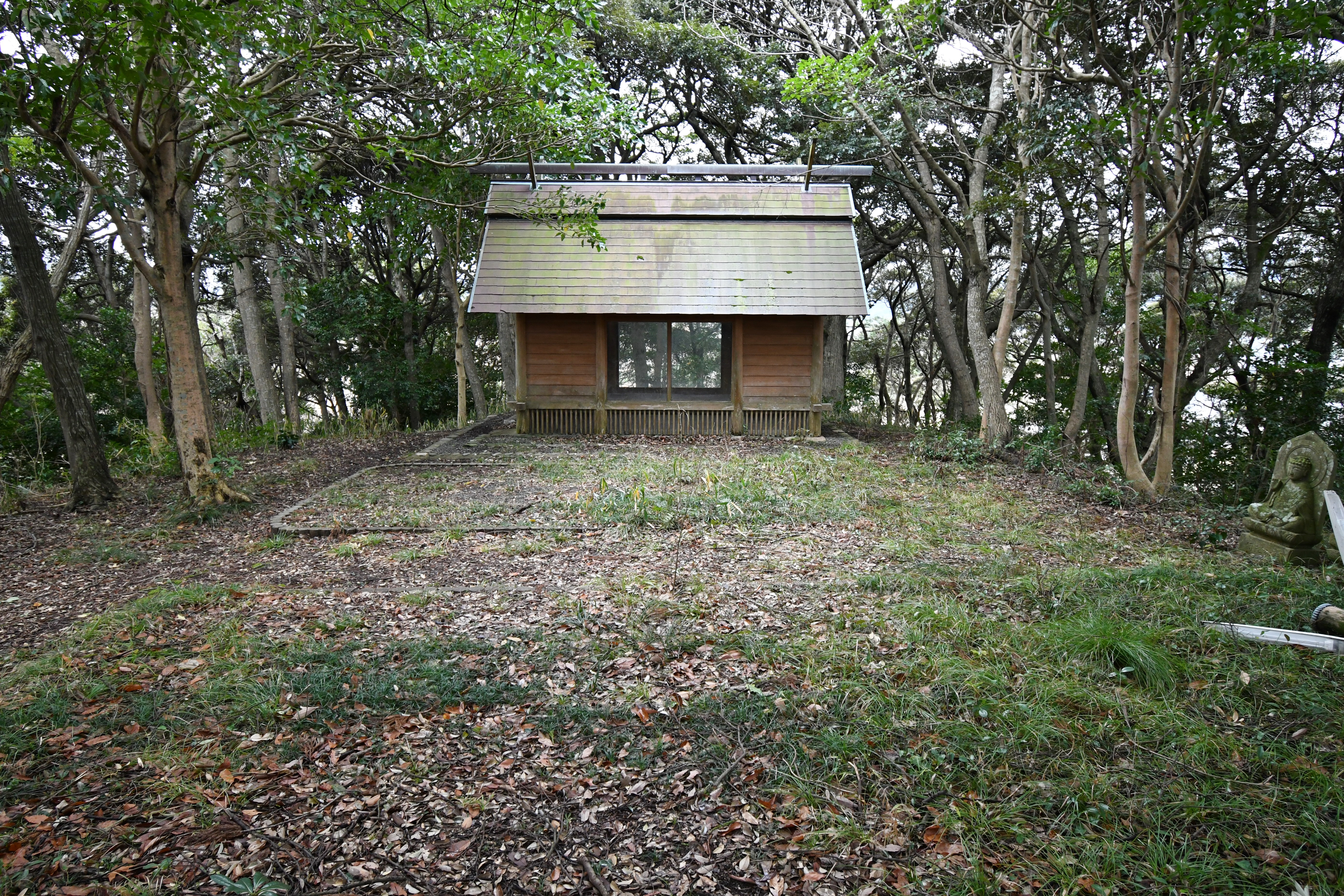
墳頂
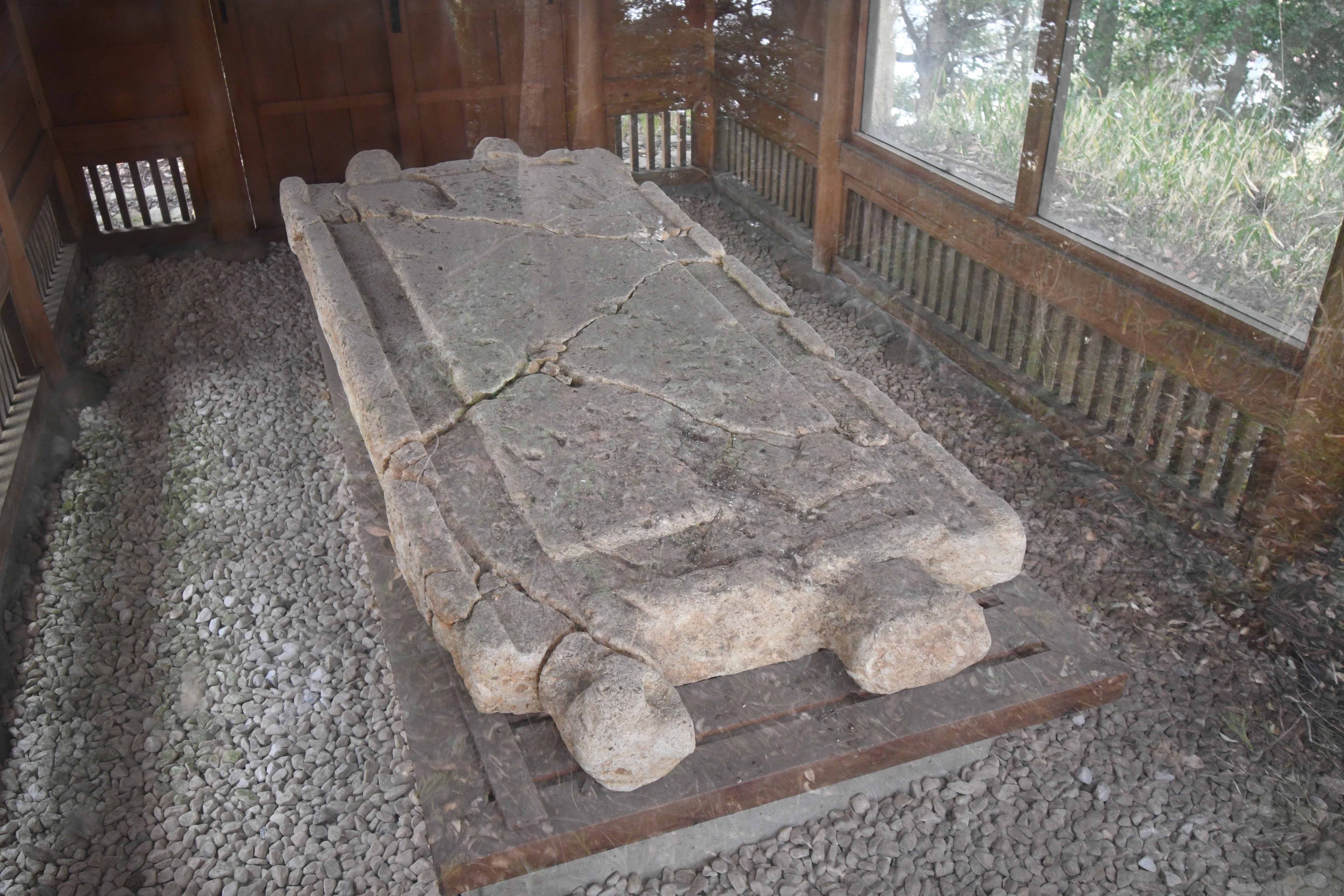
長持形石棺底石
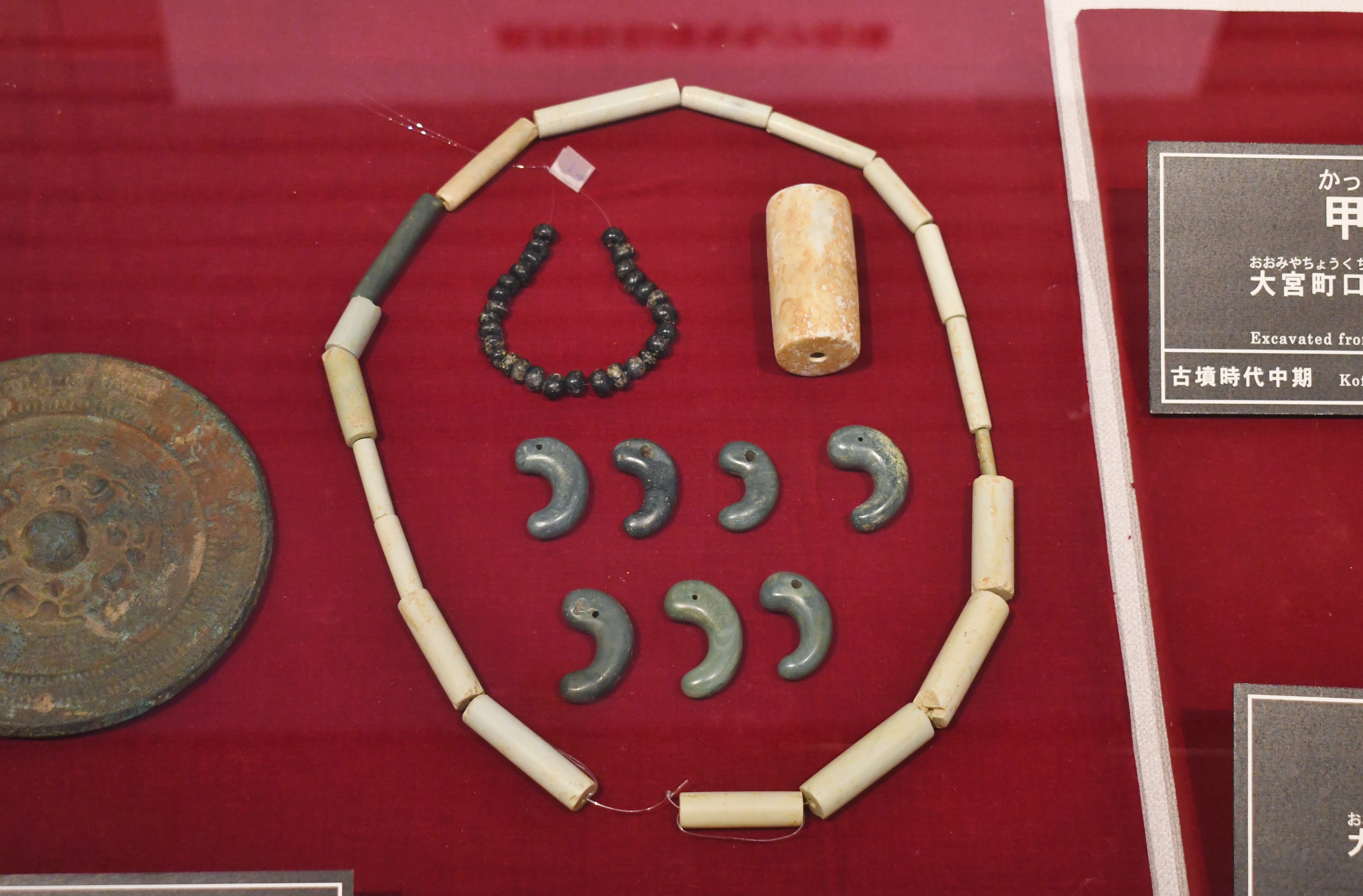
玉類 京丹後市立丹後古代の里資料館展示。
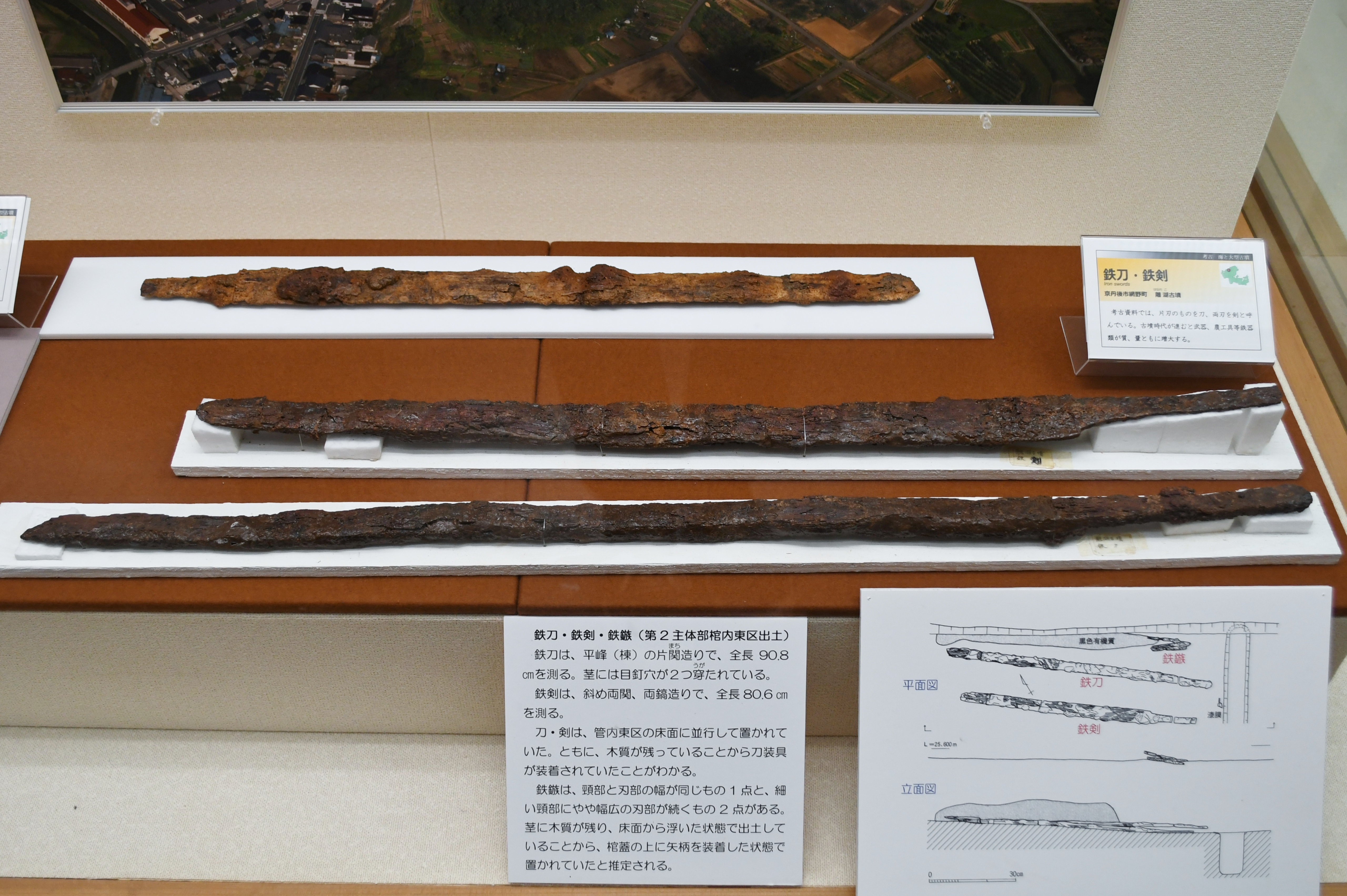
鉄刀・鉄剣 中央2本（最上は別）。京都府立丹後郷土資料館展示。

### 離山古墳
離山古墳は、離山の最高所にある古墳。形状は円墳。京丹後市指定史跡に指定されている。

#### 概要
離湖に突き出した丘陵北側の最も高所（海抜28メートル）に位置する直径15メートル、高さ2.2メートルの円墳であり、北に開口する横口部のある無袖型の竪穴系横口式石室の埋葬施設をともなう古墳
。古墳時代後期築造といわれる。

墳丘は地山を整備した後、盛り土を行っているが、盛り土の規模は不明確である。石室はほぼ真北に開口し、玄室と横口部を合わせた全長359センチメートル、幅は最狭69センチメートル、最大幅100センチメートルで奥へいくほど広くなる構造。高さは89センチメートル。全くの単独墳であり、被葬者はこの地域一帯を治めた首長と考えられる。

#### 発掘の歴史
- 1949年（昭和24年）7月、地元の青年達が郷土の歴史を知る目的で発掘[39]。
- 1953年（昭和28年）、京都大学調査団による写真撮影が行われる。
- 1955年（昭和30年）、網野町内有志による離山各所への石仏建立時に墳丘上にも建てられたので、この時石室が埋められたと思われる[40]。
- 1971年（昭和46年）、網野町が町水道工事で掘削すると土器片が発見されたことをうけ、網野町教育委員会が発掘調査を行うと弥生時代前期から古墳時代の土器が出土した[41]。

#### 出土品
- 土器　土師器（高坏6　壺1）、須恵器（高坏1　坏身9　坏蓋9　提瓶1）

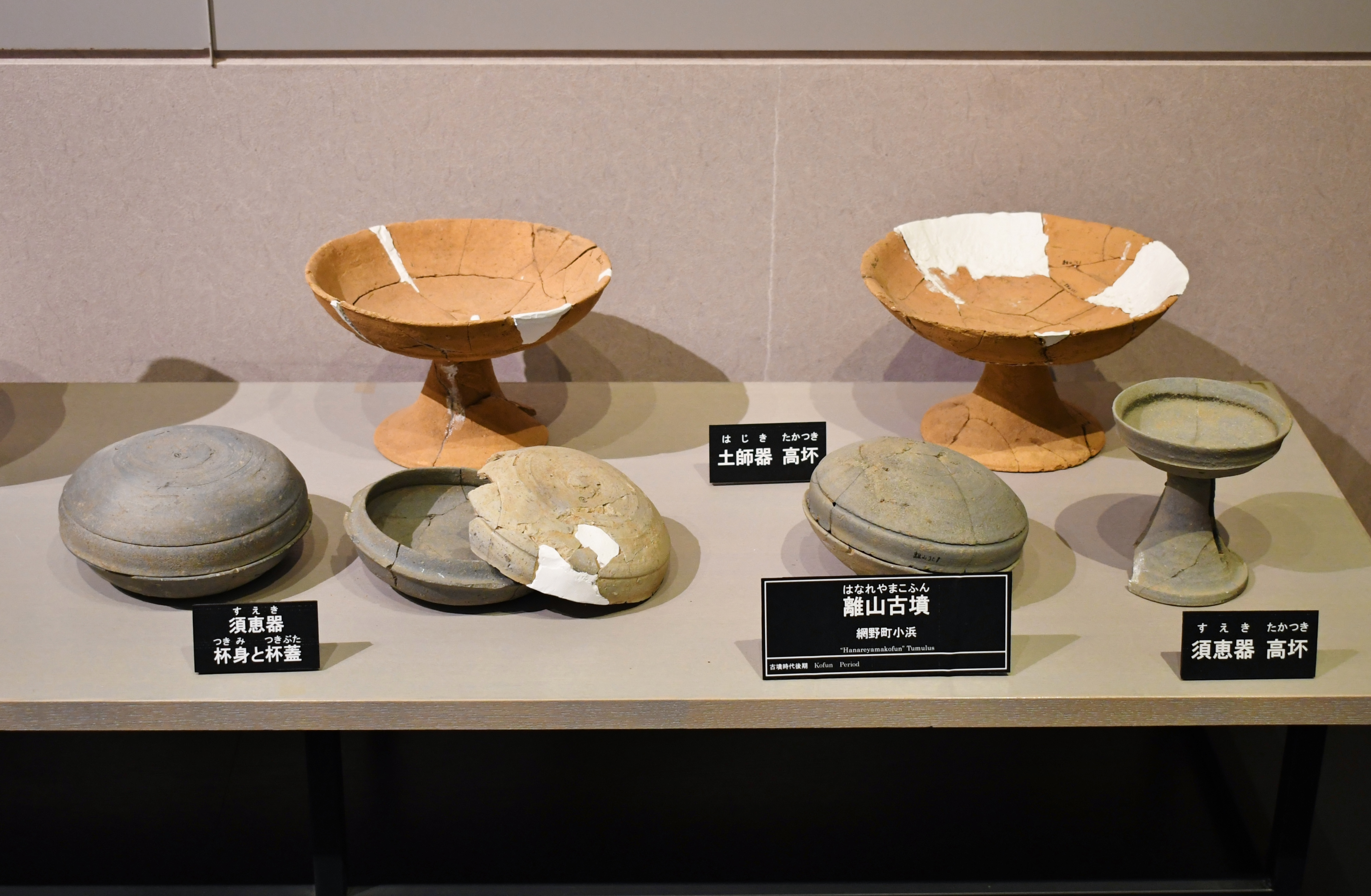
出土品 京丹後市立丹後古代の里資料館展示。

- 装身具　琥珀玉1、菅玉9、ガラス玉2
- 鉄器　鉄斧1
- 所在不明　金環1、菅玉2、ガラス玉1、鉄器
- 京都大学所蔵　須恵器坏・蓋身それぞれ1

- 出土品
京丹後市立丹後古代の里資料館展示。

### 岡1号墳
岡1号墳は、京丹後市網野町小浜にあった古墳。岡古墳群を構成した古墳の1つ。現在では墳丘は失われ、復元墳丘・石室が京丹後市指定史跡に指定されている（指定名称は「復元岡一号古墳」）。

#### 概要
古墳時代中期から後期に造られた岡古墳群（4基）のうちのひとつである。岡1号墳は、7世紀前半に建造されたものであり、岡古墳群の中では最も新しい。京丹後市網野町小浜にあり、1号墳のみ離湖畔に移築保存された。墳丘の規模は不明であるが、横穴式石室があり、6体の人骨、環頭大刀など多数の副葬品、肉付きのままの馬の脚部も発掘された。京丹後市の指定史跡である。

#### 発掘の歴史
日本海と離湖の間の砂丘の中から発掘された。近くには、日本海側最大級の前方後円墳がある。1951年（昭和26年）に新樋越川の工事により発見され、1951年（昭和26年）から1953年（昭和28年）まで、京都大学の樋口隆康による発掘調査が行われた。1953年（昭和28年）から1954年（昭和29年）には京都府教育委員会、1965年（昭和40年）には網野町教育委員会が調査を行った。

#### 出土品
石室規模は全長10.8m、玄室6.6m、入口幅は1.2m。石材は地元の万畳岩が使用されている。追葬が行われたと思われる6体の人骨、鉄器類（環頭大刀1、鉄鏃26、刀子3、毛抜きなど）、玉類（瑠璃製勾玉3、碧玉製管玉5、水晶製の切子玉とそろばん玉各1）、馬具類（釣手2、工具2、鞖（しおで）金具2、飾金具7、一組の鏃）、須恵器（有蓋高坏4、無蓋高坏2、有蓋浅鉢2、長頸壺1など）、また、馬の前足の大腿骨（肉付き）が発掘されたことは特徴的である。死者への捧げものではないかと推察される。

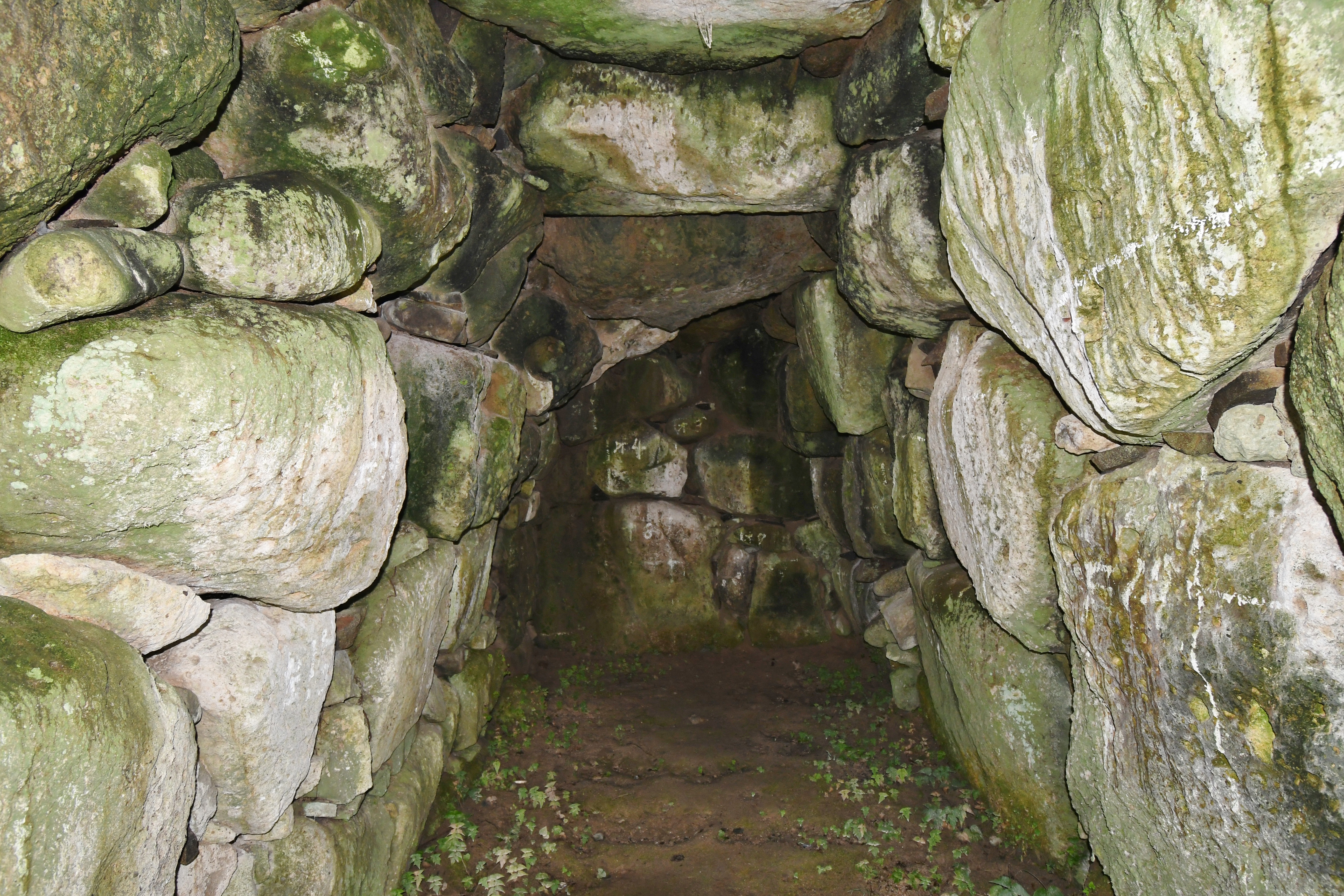
復元石室内部（奥壁方向）
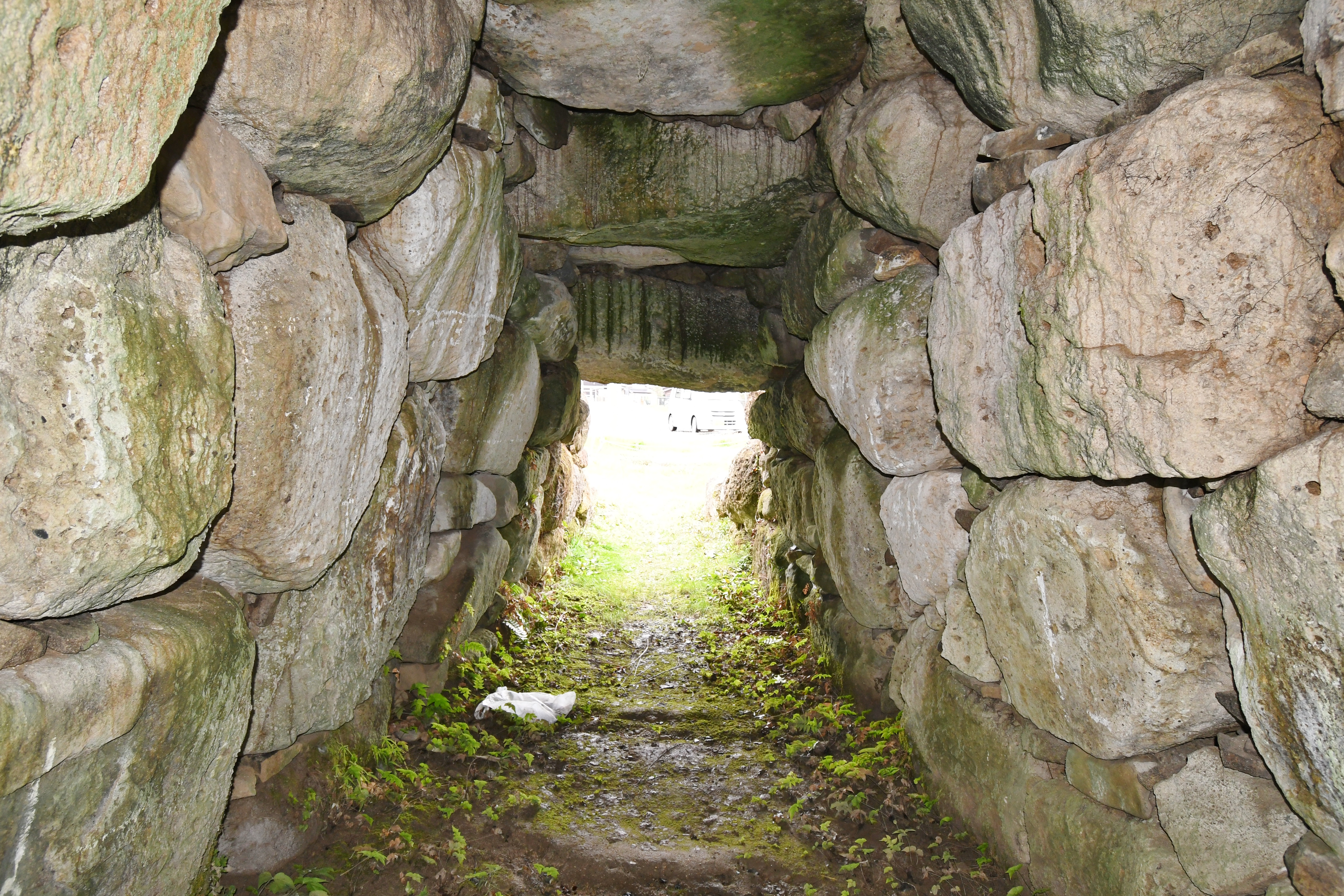
復元石室内部（開口部方向）
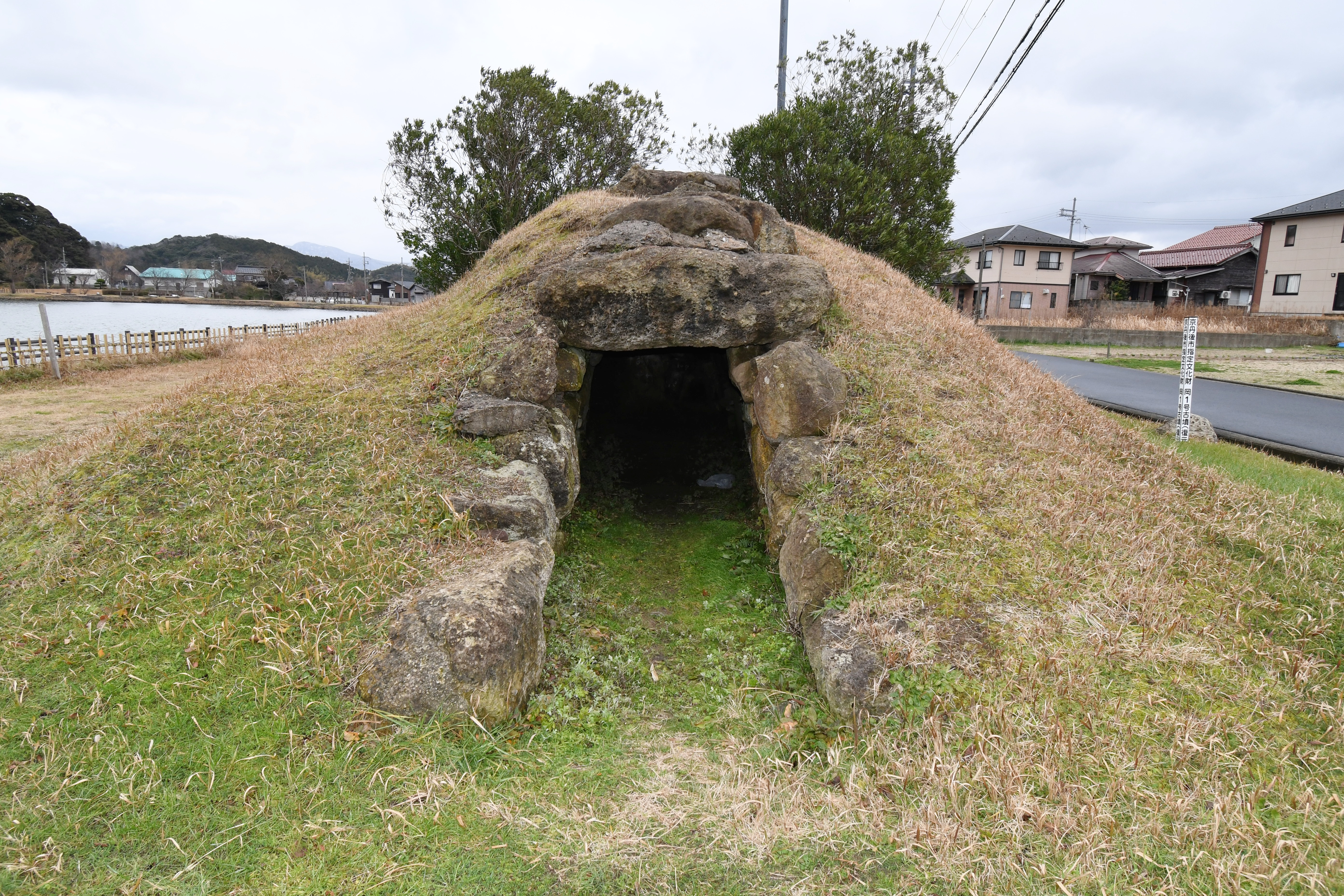
復元石室開口部
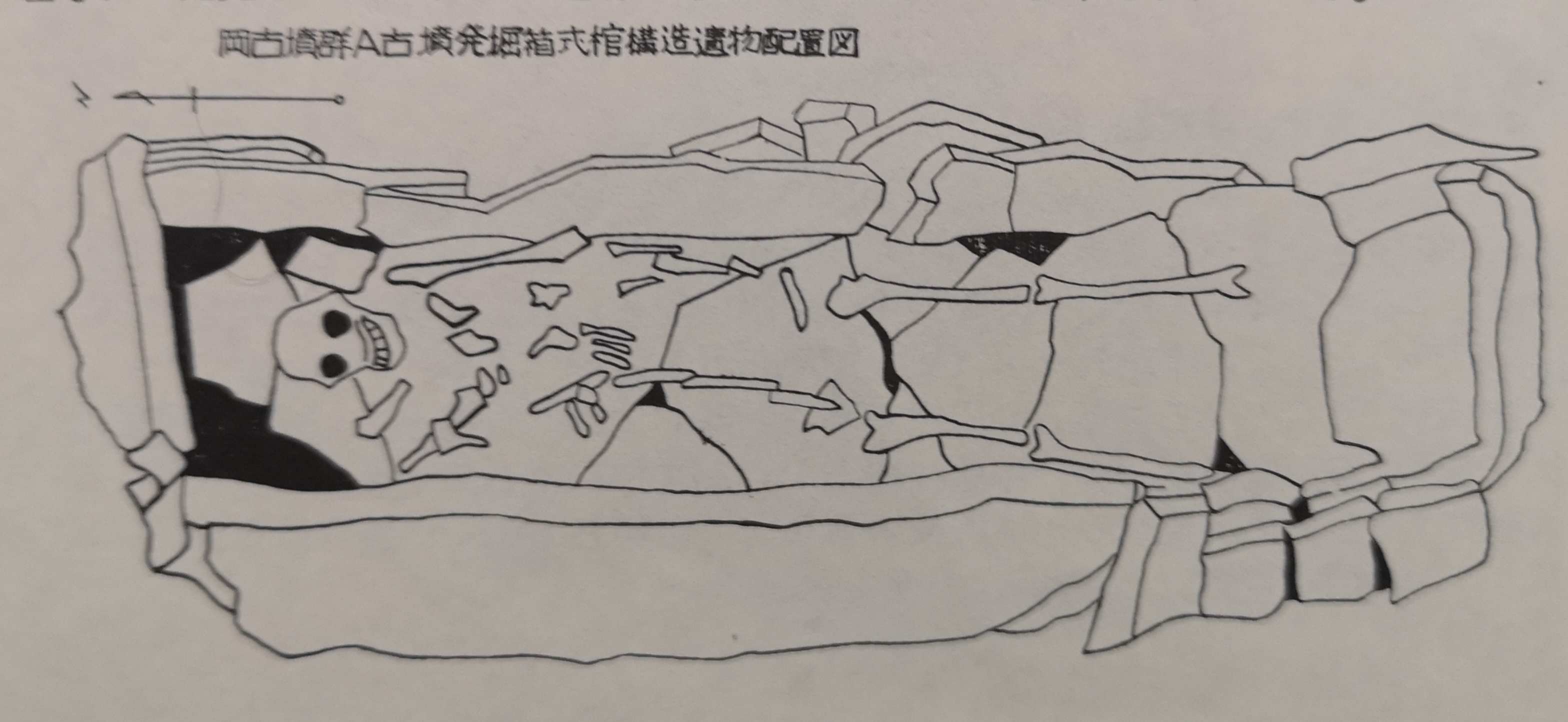
人骨出土状況図

### 龍献寺

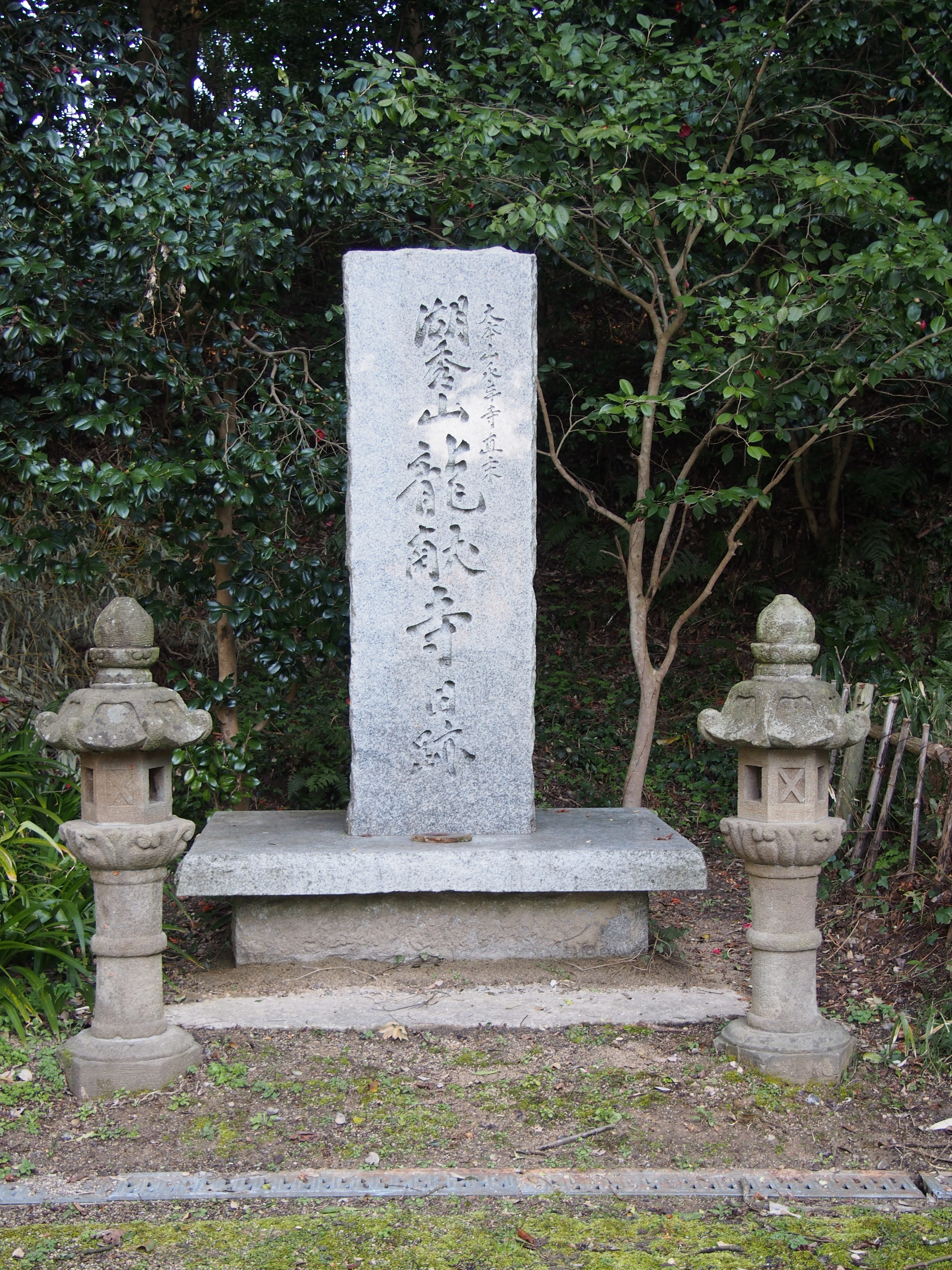
龍献寺石碑

離湖にはかって龍献寺（りょうごんじ）が存在した。1276年（建治2年）、永平寺の五世義雲が観音霊場巡礼のため成相山成相寺に登山したところ、異端を感じる方角があり、現地を訪れたところ、そこは小浜地区の美しい湖があるところだった。村民が離湖にあった離島に建立したのが龍献寺の起源である。当時は丹後国第一の大寺として知られ、。曹洞宗、本尊は釈迦牟尼如来、山号は湖秀山である。丹後に末寺38ヶ寺、孫末寺13ヶ寺を有していた。1631年（寛永8年）には寺が竹野郡岡田村滝上に移転し、1683年（天和3年）、竹野郡網野町木津に移された。2020年の離湖には龍献寺の跡地を示す石碑のみがのこされている。
離湖から龍献寺がなくなった経緯は諸説ある。ひとつは、江戸時代のはじめ、宮津藩主京極高国が離湖で漁を行い、寺の境内で焼いて食べたところ、寺の僧がこれをとがめたところ、高国の怒りを買い、寺が焼き払われたしまった。寺の僧は捕らえられることを恐れ、木津村に逃れている。湖底に残された石灯篭は当時のものであると言い伝えられている。
他の説では、1625年（寛永2年）、宮津藩主京極高広が母、惣持院の弔いのため、宮津に智源寺を創建した。その際宮津領内のすべての寺院に智源寺の末寺となることを強要した。これに古くから格式のあった龍献寺は反発、そのため藩主により1631年（寛永8年）、寺は焼かれたという記載も示されている。
離山には「弁天さん」と呼ばれる神社がある。かっては7月14日に弁天まつりが行われ、龍献寺も関わった。弁天まつりは復活し、離湖で「ナイヤガラ」と呼ぶ約30メートル幅の花火を行った。

## 離湖公園

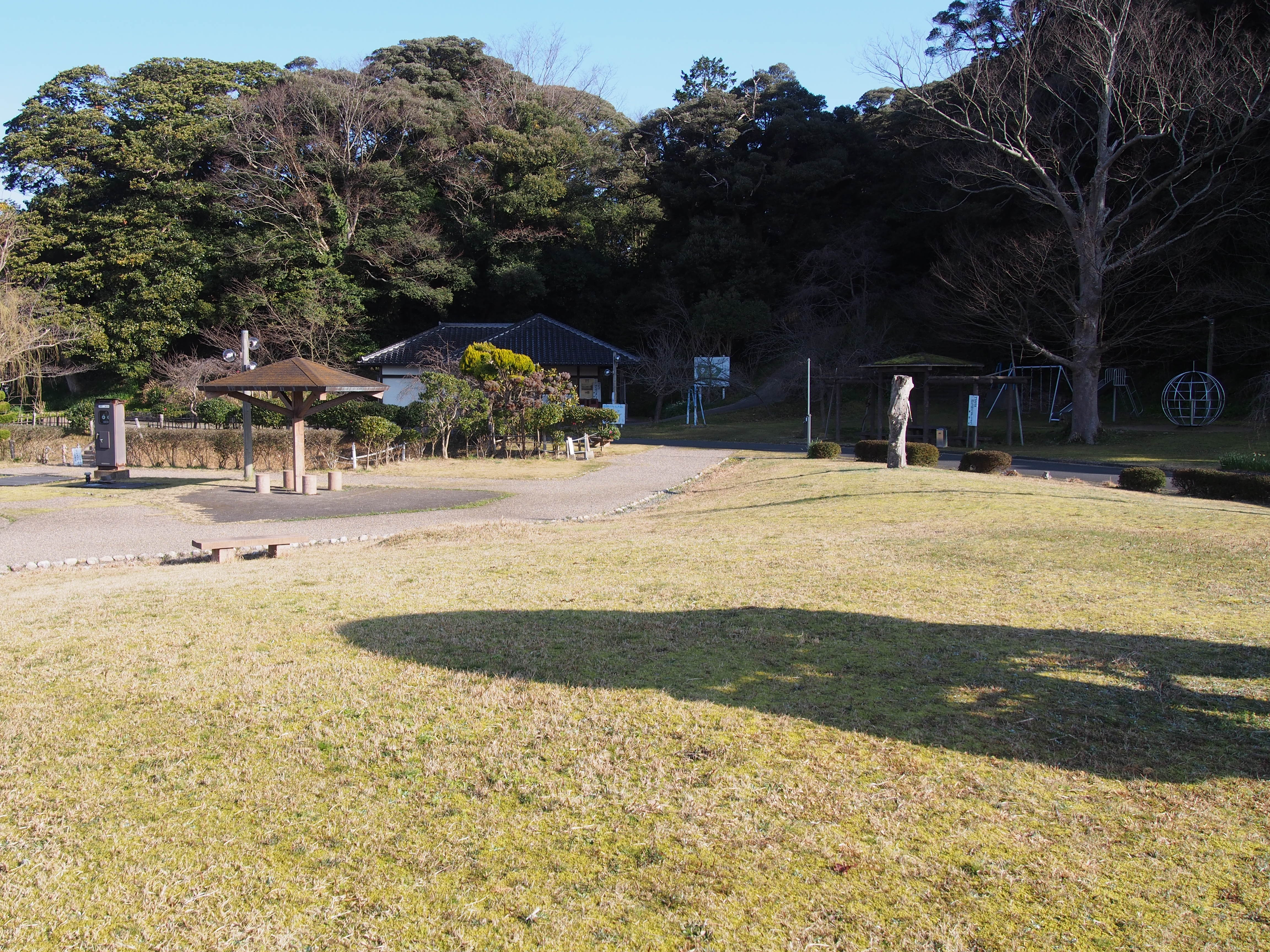
離湖公園

1989年（平成元年）のふるさと創生事業の際には、離湖を公園として整備する要望が多かった。網野町は1990年度（平成2年度）から1992年度（平成4年度）までの3か年をかけて離湖公園を整備し、1993年（平成5年）4月4日には竣工式が開催された。
総面積は2.6ヘクタール。既存の展望台を展望広場に再整備し、離湖古墳の発掘地点には説明看板などが設置された。京都府立網野高等学校生徒有志がリサイクル活動を行い、その収益金によってシダレザクラが記念植樹されている。
離湖公園には駐車場・トイレなどが整備されている。
- 芝生広場
- 展望広場
- 子供広場
- フィールドアスレチック

## 文化財

### 京丹後市指定文化財
- 史跡
  - 復元岡一号古墳 - 1976年（昭和51年）3月1日指定。
  - 離湖古墳 - 2002年（平成14年）12月11日指定。
  - 離山古墳 - 2002年（平成14年）12月11日指定。